# Rosemarie Mielke
Rosemarie Mielke (* 11. Juli 1949 in Rotenburg (Wümme)) ist eine deutsche Psychologin.

## Leben
Nach dem Studium (1968–1973) der Psychologie in Münster, Marburg und Düsseldorf erwarb sie 1973 das Diplom in Psychologie an der Universität Düsseldorf und die 1977 Promotion in Sozialpsychologie an der Universität Bielefeld (Dr. rer. soc.). Nach der Habilitation 1991 an der Universität Bielefeld (Venia Legendi Sozialpsychologie) war sie von 1994 bis 2015 Professorin (C3) für Pädagogische Psychologie an der Universität Hamburg.
Ihre Forschungsschwerpunkte sind Selbstkonzept und Lernen, soziale Identität und Leistungsverhalten, soziale Kategorisierung und Selbstkonzept, Selbstkonzept und Wertvorstellungen zu bioethischen Fragen, Einstellung und Verhalten, Einstellung zu Akkulturationszielen und Inclusive Education and Empowerment.

## Schriften (Auswahl)
- Psychologie des Lernens. Eine Einführung. Stuttgart 2001, ISBN 3-17-016200-4.
- mit Majid Al-Haj (Hg.): Cultural diversity and the empowerment of minorities. Perspectives from Israel & Germany. New York 2007, ISBN 978-1-84545-195-0.